# Stela Popa
Stela Popa (n. 7 august 1982, Coșcodeni, raionul Sîngerei, Republica Moldova) este o scriitoare și jurnalistă radio și de televiziune basarabeană. A absolvit cu diplomă de excelență și a fost șef de promoție Universitatea de Stat din Moldova, Facultatea „Jurnalism și Științe ale Comunicării” (2005), iar din 2006 este magistru în „științe politice”, la aceeași universitate (Facultatea de „Relații Internaționale Științe Politice și Administrative”, catedra “Politologie”). 
A fost timp de 7 ani prezentatoarea principalului buletin de știri de la ora 19.00 de la Jurnal TV din Republica Moldova. 
În prezent este principala prezentatoare de știri la TVR 2, România. 

## Biografie
Cu o experiență consistentă în media (jurnalism radio și TV) jurnalista colaborează cu presa scrisă din România și Republica Moldova. În 2010 a publicat la Editura Tritonic din București romanul „100 DE ZILE” (454 pagini). Întreține unul dintre cele mai de succes bloguri din Republica Moldova. Și tot din 2010 este stirista principală a postului Jurnal TV din Republica Moldova. În 2010 și 2011 revista VIP Magazin a inclus-o în topul „Cele mai sexy femei ale Moldovei”, iar în 2013 în ediția de colecție – „99 de femei ale Moldovei”. 
În 2012 a fost desemnată „Cea mai bună prezentatoare TV din Republica Moldova” de către una dintre cele mai prestigioase reviste de la Chișinău - Aquarelle, iar în 2014 VIP Magazin a desemnat-o ca fiind „Cea mai bună prezentatoare de știri din R. Moldova”. Ulterior, a renuntat la ultimul premiu din motive moral-politice. In 2017 la „Gala Performanței și Excelenței” din România” a primit premiul - „Cea mai fresh vedetă a Știrilor TV”. 
În 2016 cartea-poveste „Îngerii mării”, pe care a publicat-o la Editura Cartier din Chișinău, a obținut la Târgul de carte pentru copii și tineret cel mai prestigios titlu - „Cartea Anului”, iar audiobook-ul „Semincioara fermecată” primește mențiune. Tot în 2016 publică a doua carte-poveste - „Semincioara fermecată” din seria „Povești pentru Dănuț”. Este printre cele mai vândute cărți pentru copii în 2016 la aceeași editură. În decembrie 2016 a lansat a treia carte-poveste - „Sofia Păpădia”, iar în 2017 a patra - „Regele cel Înțelept”. 2016 a fost anul schimbărilor profesionale pentru Stela Popa. 
Din noiembrie 2016 este prezentatoare de știri la TVR 2, în România. Iar din 2022 este si prezentatoare de stiri la TVR Info, Romania.

## Familie
Stela Popa este căsătorită cu sociologul Dan Dungaciu 

## Merite, diplome
- „Diplomă de excelență și merite la învățătură”, Universitatea de Stat din Moldova
- Premiul VIP al Facultății de Jurnalism și Comunicare de la Universitatea de Stat din Moldova
- Premiul Concursul "Jurnalismul de azi, jurnalismul de mâine"
- Top VIP Magazin “Cele mai sexy 50 de femei ale Moldovei”[2]
- VIP Magazin, ediția de colecție – „99 de femei ale Moldovei”
- Prize FIJET România pentru activitatea radio [3]
- În 2012 a fost desemnată „Cea mai bună prezentatoare TV din R. Moldova” de către revistele Aquarelle
- 2014 - Premiul VIP Magazin -  „Cea mai bună prezentatoare de știri din R. Moldova”
- 2016 - Cartea-poveste „Îngerii mării” semnată de Stela Popa a obținut la Târgul de carte pentru copii și tineret titlul de „Cartea Anului”.

## Lucrări publicate
- 100 de zile, roman, Editura Tritonic, București, dedicat Revoluției Twitter a Moldovei
- Îngerii Mării, carte-poveste, Editura Cartier, 2015, colecția „Povești pentru Dănuț”
- Semincioara fermecată, carte-poveste, Editura Cartier, 2016, colecția „Povești pentru Dănuț”
- CD-audio „Semincioara fermecată”, teatru radiofonic citit de vedete din R. Moldova.
- Sofia Păpădia, carte-poveste, Editura Cartier, 2016, colecția „Povești pentru Dănuț”
- Regele cel Înțelept, carte-poveste, Editura Cartier, 2017, colecția „Povești pentru Dănuț”